# Ferdinand Ginouvès
Pour les articles homonymes, voir Ginouvès.
Ferdinand Ginouvès né à Cayenne en Guyane en 1842 et mort à Marseille le 16 août 1888, est un compositeur français du XIXe siècle, auteur de l'opéra-comique en un acte Wilfride, créé au Grand-Théâtre de Marseille, le 8 avril 1869. Il fut professeur au Conservatoire de musique de Marseille.

## Œuvres
- 1869 : Wilfride